# Ivan Putski
Ivan Putski, bürgerlich Joseph Bednarski (* 21. April 1941 in Krakau, Generalgouvernement) ist ein ehemaliger polnischer Profiwrestler und Kraftsportler. Bednarksi ist verheiratet und hat zwei Söhne, von denen einer, als Scott Putski, ebenfalls im Wrestling tätig ist. Putski war WWF World Tag Team Champion und ist seit 1995 Mitglied der WWE Hall of Fame. 

## Karriere
Geboren wurde Bednarski in Polen. Als kleines Kind kam er mit seiner Familie in die USA. Sie ließen sich in Texas nieder, wo Putski später auch seine Wrestlingkarriere begann. 

### Big Time Wrestling
Am 9. Februar 1970 bereits durfte Bednarski, unter dem Ringnamen Ivan Putski, mit Jose Lothario das Team Brute Bernard und Missouri Mauler besiegen und den NWA American Tag Team Titel halten. 1973 erhielt er ebenfalls den NWA Texas Tag Team Titel zweifach. Mitte 1974 trat er der American Wrestling Association bei. Durch seinen Hintergrund als Kraftsportler vollführte Bednarski vor seinen Kämpfen des Öfteren Kraftdemonstrationen und er bekam den Spitznamen „Polish Power“.

### WWWF / WWF
1976 debütierte Bednarski als Ivan Putski in der  World Wide Wrestling Federation (WWWF). Dort fehdete er mit Wrestlern, wie Bruiser Brody, Stan Hansen und Ivan Koloff. Am 25. Juni 1976 besiegte er Baron Mikel Scicluna beim Showdown at Shea. Sein größter Erfolg in der WWWF war der Gewinn des WWWF World Tag Team Titles, den er gemeinsam mit Tito Santana am 22. Oktober 1979 gegen Johnny und Jerry Valiant erhielt. Sie hielten den Titel sechs Monate lang und verloren ihn schließlich an die Wild Samoans.
In den 1980er Jahren neigte sich seine aktive Karriere dem Ende zu. Im Mai 1981 gewann er seinen letzten Tag Team Titel, den SWCW World Tag Team Championship, mit Wahoo McDaniel gegen Dory Funk, Jr. und Larry Lane. Am 23. Januar 1982 konnte er noch einen Sieg gegen Ron Shaw bei einer WWF Show in Hamburg verzeichnen. Im November 1985 beendete er seine Karriere bei WWF.

### WWF
Im November 1987 kam er in die WWF zurück und wurde von Dan Spivey in einem WWF Legends Battle Royal besiegt. 1995 wurde Bednarski, durch seinen Sohn Scott, in die WWF Hall of Fame aufgenommen. 1997 hatten die Putskis und die Lawlers nochmals eine kurze Fehde gegeneinander, wobei die „Vater-und-Sohn-Teams“ im Juli 1997 gegeneinander antraten und die Putskis siegreich blieben.

## Abseits vom Wrestling

### Strong Man-Wettbewerbe
Bednarski nahm des Öfteren an sogenannten Strong Man-Wettbewerben teil. Unter anderem war er 1978 beim World's Strongest Man Contest dabei.

### Schauspieler
Bednarski hat im Film  The Wrestling Queen 1975 eine Rolle gespielt.

### Privates
Aktuell wohnt Bednarski in Austin, Texas. Dort arbeitet er als Sicherheitsmann bei der Jack Hays High School.

## Titel und Ehrungen
- Big Time Wrestling

- 1× NWA American Tag Team Championship
- 2× NWA Texas Tag Team Championship

- Southwest Championship Wrestling

- 1× SCW World Tag Team Championship

- World Wrestling Federation

- WWE Hall of Fame 1995
- 1× WWF Tag Team Championship